# Kong Frederik den Syvendes Stiftelse
Kong Frederik den Syvendes Stiftelse er en dansk stiftelse oprettet 1873 af Grevinde Danner til minde om hendes afdøde mand kong Frederik VII. Stiftelsen er et fond, der ud over børnehjemmet i Jægerspris støtter stiftelsen i København (nu kaldet Dannerhuset).
Fonden får sine midler ved bortforpagtning af gårde og markarealer doneret til fonden.

## Ekstern henvisning
- Stiftelsens hjemmeside

55°51′23.49″N 11°58′26.45″Ø / 55.8565250°N 11.9740139°Ø